# Gongbi

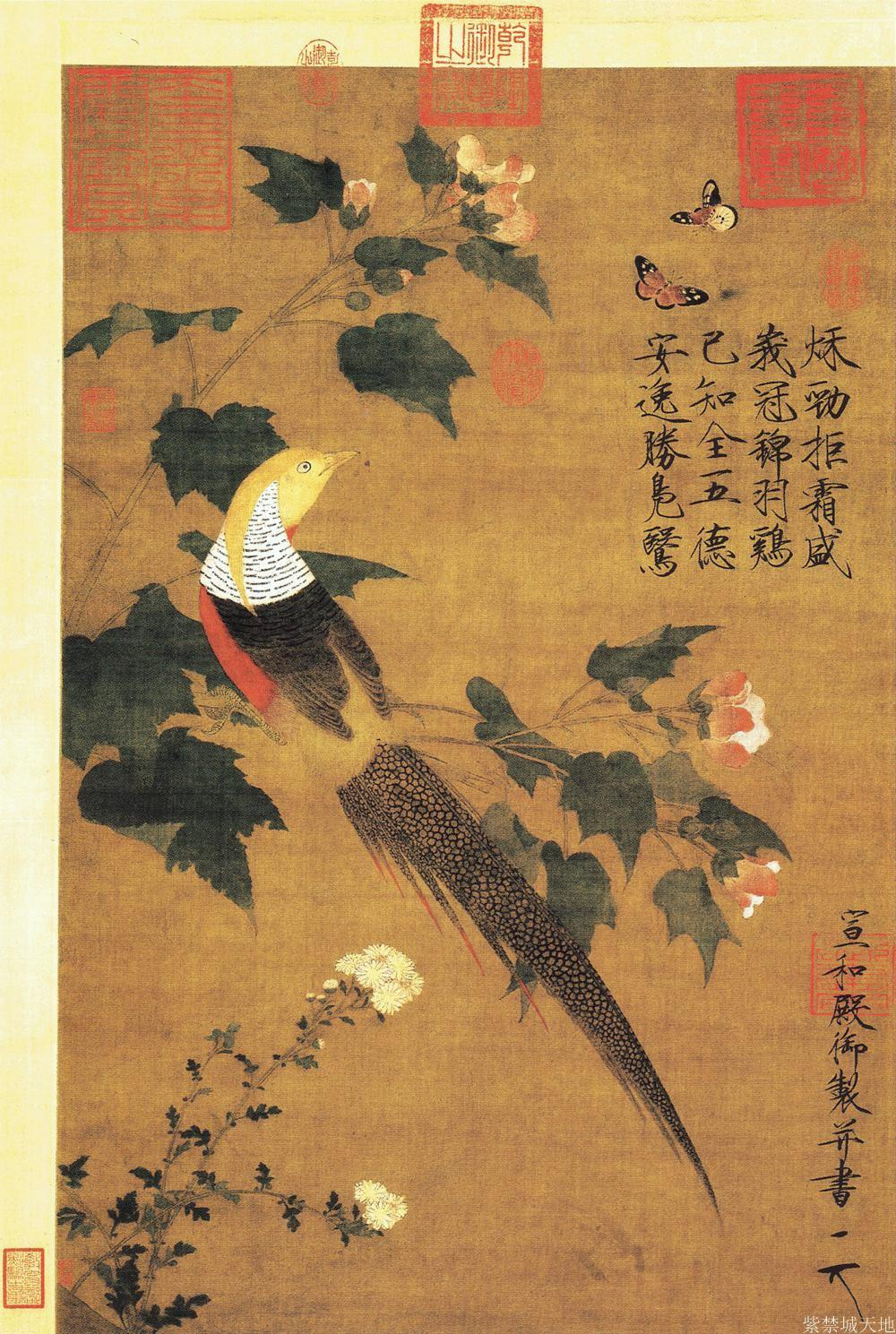
Obra gongbi

Gongbi (xinès simplificat: 工笔; xinès tradicional: 工筆; pinyin: gōng bǐ) és una tècnica xinesa de pintura caracteritzada per unes pinzellades molt detallades i realistes, sense gaires variacions expressives. Sovint les pintures són molt acolorides i amb freqüència utilitza temes narratius.
Aquest estil, que es contraposa al xieyi, més interpretatiu, té els seus orígens en la dinastia Han (296 aC -22o dC) període d'estabilitat política i prosperitat. Fou un art de palau i de classes altes.
Llista cronològica de pintors gongbi:
- Yan Liben (cap al 600-673)
- Zhang Xuan (713-755)
- Zhou Fang (cap al 730-800)
- Gu Hongzhong (937-975)
- Emperador Huizong of Song (1082-1135)
- Tang Yin (1470-1524)
- Qiu Yin (1494-1552)
- Chen Hongshou (1598-1652)